# Giải bóng đá Vô địch U-19 Quốc gia 2020
Giải bóng đá Vô địch U-19 Quốc gia 2020 là mùa giải thứ 15 của Giải bóng đá Vô địch U-19 Quốc gia do Liên đoàn bóng đá Việt Nam (VFF) tổ chức. Giải đấu diễn ra theo hai giai đoạn, vòng loại từ ngày 3 tháng 3 đến ngày 11 tháng 6 năm 2020 và vòng chung kết từ ngày 19 tháng 6 đến ngày 28 tháng 6 năm 2020.

## Vòng loại
Vòng loại diễn ra từ ngày 3 tháng 3 đến ngày 11 tháng 6 năm 2020. Các đội bóng được chia thành 5 bảng thi đấu vòng tròn hai lượt; 5 đội nhất bảng và 2 đội nhì bảng có thành tích tốt nhất sẽ cùng đội chủ nhà lọt vào vòng chung kết. Nếu đội chủ nhà nằm trong số 7 đội đứng đầu, đội nhì bảng thứ ba cũng sẽ được dự vòng chung kết.
| Bảng (vòng loại) | Đội nhất              | Đội nhì (3 đội tốt nhất) |
| ---------------- | --------------------- | ------------------------ |
| A                | PVF                   | —                        |
| B                | Sông Lam Nghệ An      | —                        |
| C                | Hoàng Anh Gia Lai I   | Công an Nhân dân         |
| D                | Thành phố Hồ Chí Minh | Hoàng Anh Gia Lai II     |
| E                | Becamex Bình Dương    | An Giang                 |

## Bốc thăm
Lễ bốc thăm xếp lịch thi đấu vòng chung kết Giải bóng đá Vô địch U-19 Quốc gia 2020 đã diễn ra vào ngày 18 tháng 6 năm 2020 tại Trung tâm Đào tạo Bóng đá trẻ PVF, tỉnh Hưng Yên.

## Vòng bảng

### Bảng A
| U19 Thành phố Hồ Chí Minh              | 0–1            | U19 An Giang                          |
| -------------------------------------- | -------------- | ------------------------------------- |
| Thái Minh Hai 40' · Phạm Quốc Tuấn 65' | Chi tiết Video | Nguyễn Ngọc Sơn 90+3' · Hồ Sỹ Quý 20' |

| U19 PVF                                                                               | 0–0            | U19 Hoàng Anh Gia Lai I                      |
| ------------------------------------------------------------------------------------- | -------------- | -------------------------------------------- |
| Nguyễn Đức Phú 15' · Nguyễn Xuân Bắc 62' · Huỳnh Minh Đoàn 66' · Đào Văn Chưởng 90+2' | Chi tiết Video | Nguyễn Thanh Khôi 2' · Hoàng Vĩnh Nguyên 39' |

| U19 Hoàng Anh Gia Lai I                      | 1–0            | U19 Thành phố Hồ Chí Minh                                     |
| -------------------------------------------- | -------------- | ------------------------------------------------------------- |
| Nguyễn Quốc Việt 13' · Hoàng Vĩnh Nguyên 78' | Chi tiết Video | Nguyễn Văn Đại 28' · Nguyễn Thanh Tú 56' · Phạm Quốc Tuấn 57' |

| U19 An Giang                             | 1–2            | U19 PVF                                                                            |
| ---------------------------------------- | -------------- | ---------------------------------------------------------------------------------- |
| Khưu Thượng Phúc 85' · Bùi Phước Đại 57' | Chi tiết Video | Đỗ Tấn Thành 34' · Tẩy Văn Toàn 73' · Võ Nguyên Hoàng 38' · Trịnh Quang Trường 59' |

| U19 PVF             | 1–1            | U19 Thành phố Hồ Chí Minh               |
| ------------------- | -------------- | --------------------------------------- |
| Võ Nguyên Hoàng 48' | Chi tiết Video | Nguyễn Ngọc Hậu 7' · Ngô Thành Phát 83' |

| U19 Hoàng Anh Gia Lai I                                     | 1–0            | U19 An Giang      |
| ----------------------------------------------------------- | -------------- | ----------------- |
| Nguyễn Quốc Việt 71' · Phan Du Học 45+2' · Đặng Văn Đan 88' | Chi tiết Video | Trương Văn Dư 31' |

| VT | Đội                       | ST | T | H | B | BT | BB | HS | Đ | Giành quyền tham dự hoặc xuống hạng |
| -- | ------------------------- | -- | - | - | - | -- | -- | -- | - | ----------------------------------- |
| 1  | U19 Hoàng Anh Gia Lai I   | 3  | 2 | 1 | 0 | 2  | 0  | +2 | 7 | Vào thi đấu bán kết                 |
| 2  | U19 PVF                   | 3  | 1 | 2 | 0 | 3  | 2  | +1 | 5 | Vào thi đấu bán kết                 |
| 3  | U19 An Giang              | 3  | 0 | 1 | 2 | 2  | 3  | −1 | 1 |                                     |
| 4  | U19 Thành phố Hồ Chí Minh | 3  | 0 | 1 | 2 | 1  | 3  | −2 | 1 |                                     |

### Bảng B
| U19 Becamex Bình Dương      | 2–1            | U19 Sông Lam Nghệ An                 |
| --------------------------- | -------------- | ------------------------------------ |
| Trần Vũ Hoàng Long 37', 75' | Chi tiết Video | Phạm Đức Mạnh 6' · Đặng Quang Tú 90' |

| U19 Hoàng Anh Gia Lai II                          | 0–0            | U19 Công An Nhân Dân                        |
| ------------------------------------------------- | -------------- | ------------------------------------------- |
| Phạm Công Kha 44' · Nguyễn Hoàng Trung Nguyên 71' | Chi tiết Video | Nguyễn Chính Đăng 28' · Trần Ngọc Khánh 82' |

| U19 Công An Nhân Dân                                  | 1–0            | U19 Becamex Bình Dương |
| ----------------------------------------------------- | -------------- | ---------------------- |
| Nguyễn Chính Đăng 90' 62' · La Nguyễn Bảo Trung 90+1' | Chi tiết Video | Lý Tiến Đạt 14'        |

| U19 Sông Lam Nghệ An                                           | 1–0            | U19 Hoàng Anh Gia Lai II      |
| -------------------------------------------------------------- | -------------- | ----------------------------- |
| Ngô Văn Lương 32' · Trần Mạnh Quỳnh 51' · Đinh Xuân Tiến 90+4' | Chi tiết Video | Nguyễn Hoàng Trung Nguyên 58' |

| U19 Hoàng Anh Gia Lai II                                        | 3–0            | U19 Becamex Bình Dương                        |
| --------------------------------------------------------------- | -------------- | --------------------------------------------- |
| Lê Hữu Phước 50', 90' · Cao Hoàng Thú 71' · Phạm Quang Hưng 68' | Chi tiết Video | Nguyễn Hoàng Phúc Hậu 60' · Võ Trọng Hiếu 87' |

| U19 Công An Nhân Dân                                          | 1–1            | U19 Sông Lam Nghệ An                                     |
| ------------------------------------------------------------- | -------------- | -------------------------------------------------------- |
| Hà Văn Phương 45' · Hoàng Tuấn Hiệp 48' · Trần Ngọc Khánh 51' | Chi tiết Video | Ngô Văn Lương 56' · Phan Bá Quyền 29' · Lê Văn Thành 54' |

| VT | Đội                      | ST | T | H | B | BT | BB | HS | Đ | Giành quyền tham dự hoặc xuống hạng |
| -- | ------------------------ | -- | - | - | - | -- | -- | -- | - | ----------------------------------- |
| 1  | U19 Công An Nhân Dân     | 3  | 1 | 2 | 0 | 2  | 1  | +1 | 5 | Vào thi đấu bán kết                 |
| 2  | U19 Sông Lam Nghệ An     | 3  | 1 | 1 | 1 | 3  | 3  | 0  | 4 | Vào thi đấu bán kết                 |
| 3  | U19 Hoàng Anh Gia Lai II | 3  | 1 | 1 | 1 | 3  | 1  | +2 | 4 |                                     |
| 4  | U19 Becamex Bình Dương   | 3  | 1 | 0 | 2 | 2  | 5  | −3 | 3 |                                     |

(***): Điểm đối đầu: SLNA 3, HAGL2 0.

## Vòng đấu loại trực tiếp

### Bán kết
| U19 Hoàng Anh Gia Lai I                                                                     | 2–1      | U19 Sông Lam Nghệ An |
| ------------------------------------------------------------------------------------------- | -------- | -------------------- |
| Nguyễn Quốc Việt 5' · Nguyễn Thái Quốc Cường 24' · Đặng Văn Đan 12' · Nguyễn Thanh Khôi 86' | Chi tiết | Ngô Văn Lương 85'    |

| U19 Công An Nhân Dân                        | 0–2      | U19 PVF                                                                                |
| ------------------------------------------- | -------- | -------------------------------------------------------------------------------------- |
| Nguyễn Chính Đăng 23' · Hoàng Tuấn Hiệp 85' | Chi tiết | Trịnh Quang Trường 6' · Võ Nguyên Hoàng 25' · Nguyễn Đức Phú 13' · Trịnh Văn Chung 64' |

### Chung kết
| U19 Hoàng Anh Gia Lai I                   | 0–2           | U19 PVF                                                             |
| ----------------------------------------- | ------------- | ------------------------------------------------------------------- |
| Huỳnh Tuấn Vũ 27' · Hoàng Vĩnh Nguyễn 81' | Chi tiết Full | Nguyễn Hoàng Huy 12' 40' · Lý Trung Hiếu 64' · Nguyễn Quốc Hùng 77' |

## Các giải thưởng
- Giải phong cách: PVF
- Vua phá lưới: Ngô Văn Lương (Sông Lam Nghệ An) và Nguyễn Quốc Việt (Hoàng Anh Gia Lai I) với 3 bàn thắng
- Cầu thủ xuất sắc: Huỳnh Công Đến (PVF)
- Thủ môn xuất sắc: Huỳnh Trần Bảo Duy (Hoàng Anh Gia Lai I)

## Truyền hình
- Các kênh: VTV6, VTC3, VTC4, SCTV15